# Al Aoula

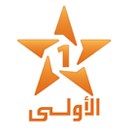
Logo van de zender

Al Aoula (Arabisch: التلفزة المغربية, "de eerste"), ook TVM (Télévision marocaine) genoemd, is de staatszender van Marokko, en tevens de eerste televisiezender van de publieke omroep SNRT. Het is een familiezender die zowel in het Arabisch als in het Frans uitzendt. De zender heeft studio's in de hoofdstad Rabat en in Marrakesh. Het is de best bekeken televisiezender in Marokko, na 2M TV.
Al Aoula begon in 1961 met uitzenden. Het schakelde in 1972 over van zwart-wit naar kleuruitzendingen. Het was de enige televisiezender in Marokko tot 1993.